# Онищенків
Они́щенків — село в Україні, у Линовицькій селищній громаді Прилуцького району Чернігівської області. Населення становить 178 осіб. До 2017 орган місцевого самоврядування — Даньківська сільська рада. 

## Історія
У 1862 році на хуторі володарському та козачому Онищенків було 21 двір де жило 170 осіб
Найдавніше знаходження на мапах 1869 рік як хутір Мещанський на 23 хати.
У 1911 році на хуторі Онищенків  жило 279 осіб
1926 року у х.Онищенко (Мещанський) проживало 479 осіб.
12 червня 2020 року, відповідно до розпорядження Кабінету Міністрів України № 730-р «Про визначення адміністративних центрів та затвердження територій територіальних громад Чернігівської області», увійшло до складу Линовицької селищної громади.
17 липня 2020 року, в результаті адміністративно - територіальної реформи та ліквідації колишнього Прилуцького району, село увійшло до складу новоутвореного Прилуцького району Чернігівської області.